# BALB/c

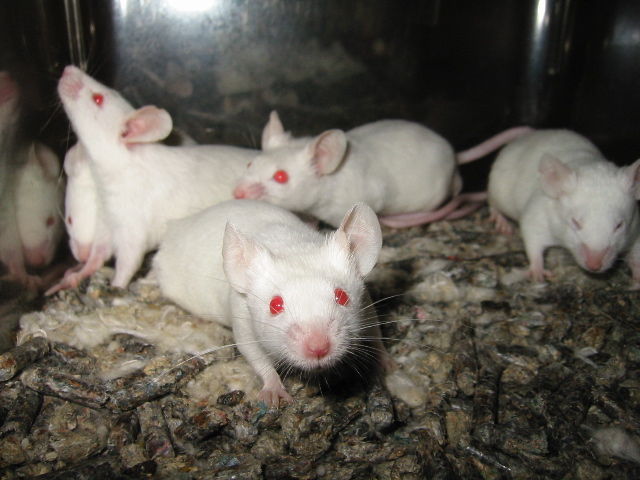
BALB/cマウス

BALB/cは、アルビノの実験で飼育されたハツカネズミの系統であり、そこからいくつかの亜系が作出された。1920年にニューヨークから200世代以上経った現在、BALB/cマウスは世界中に分布しており、動物実験で最も広く使用されている近交系の一つである。

## 歴史
この始まりとなった動物は、1913年にオハイオ州のマウスディーラーから、ニューヨークの記念病院のホールジー・J・バグによって入手された。1920年から、元のコロニーの子孫は、代々系統的に兄妹・姉弟で近親交配され、15年間に26世代にわたって続けられた。